# Gerrhopilus
Gerrhopilus is een geslacht van slangen uit de familie Gerrhopilidae.

## Naam en indeling
De wetenschappelijke naam van de groep werd voor het eerst voorgesteld door Leopold Fitzinger in 1843. Er zijn twintig soorten, inclusief vier soorten die pas in 2017 voor het eerst wetenschappelijk werden beschreven.
De soort Malayotyphlops manilae werd lange tijd ook tot dit geslacht gerekend.

## Uiterlijke kenmerken
De slangen bereiken een lichaamslengte tot enkele tientallen centimeters. het lichaam is langwerpig en cilindrisch van vorm. De kop is niet duidelijk te onderscheiden van het lichaam door het ontbreken van een insnoering. De ogen zijn relatief zeer klein en zijn rudimentair.

## Levenswijze
Alle soorten leven op de bodem en hebben een gravende levenswijze. Ze jagen op kleine bodemdiertjes. De vrouwtjes zetten eieren af op de bodem.

## Verspreiding en habitat
De slangen komen voor in delen van Azië en leven in de landen Indonesië, Papoea-Nieuw-Guinea, India, Thailand, Sri Lanka, Filipijnen en mogelijk in Nepal. De habitat bestaat uit vochtige tropische en subtropische bossen, zowel in laaglanden als in bergstreken, droge tropische en subtropische bossen en gematigde bossen. Ook in door de mens aangepaste streken zoals plantages en landelijke tuinen kunnen de dieren worden aangetroffen.

## Beschermingsstatus
Door de internationale natuurbeschermingsorganisatie IUCN is aan twaalf soorten een beschermingsstatus toegewezen. Twee soorten worden beschouwd als 'veilig' (Least Concern of LC) en tien soorten als 'onzeker' (Data Deficient of DD).

## Soorten
Het geslacht omvat de volgende soorten, met de auteur en het verspreidingsgebied.
| Naam                      | Auteur          | Verspreidingsgebied            |
| ------------------------- | --------------- | ------------------------------ |
| Gerrhopilus addisoni      | Kraus, 2017     | Papoea-Nieuw-Guinea            |
| Gerrhopilus andamanensis  | Stoliczka, 1871 | India                          |
| Gerrhopilus ater          | Schlegel, 1839  | Indonesië, Papoea-Nieuw-Guinea |
| Gerrhopilus beddomii      | Boulenger, 1890 | India                          |
| Gerrhopilus bisubocularis | Boettger, 1893  | Indonesië                      |
| Gerrhopilus ceylonicus    | Smith, 1943     | Sri Lanka                      |
| Gerrhopilus depressiceps  | Sternfeld, 1913 | Papoea-Nieuw-Guinea            |
| Gerrhopilus eurydice      | Kraus, 2017     | Papoea-Nieuw-Guinea            |
| Gerrhopilus floweri       | Boulenger, 1899 | Thailand                       |
| Gerrhopilus fredparkeri   | Wallach, 1996   | Papoea-Nieuw-Guinea            |
| Gerrhopilus hades         | Kraus, 2005     | Papoea-Nieuw-Guinea            |
| Gerrhopilus hedraeus      | Savage, 1950    | Filipijnen                     |
| Gerrhopilus inornatus     | Boulenger, 1888 | Papoea-Nieuw-Guinea            |
| Gerrhopilus lestes        | Kraus, 2017     | Papoea-Nieuw-Guinea            |
| Gerrhopilus mcdowelli     | Wallach, 1996   | Papoea-Nieuw-Guinea            |
| Gerrhopilus mirus         | Jan, 1860       | Sri Lanka                      |
| Gerrhopilus oligolepis    | Wall, 1909      | India, mogelijk in Nepal       |
| Gerrhopilus persephone    | Kraus, 2017     | Papoea-Nieuw-Guinea            |
| Gerrhopilus thurstoni     | Boettger, 1890  | India                          |
| Gerrhopilus tindalli      | Smith, 1943     | India                          |